# Populus lasiocarpa
Populus lasiocarpa är en videväxtart som beskrevs av Daniel Oliver. Populus lasiocarpa ingår i släktet popplar, och familjen videväxter. Utöver nominatformen finns också underarten P. l. longiamenta.

## Bildgalleri

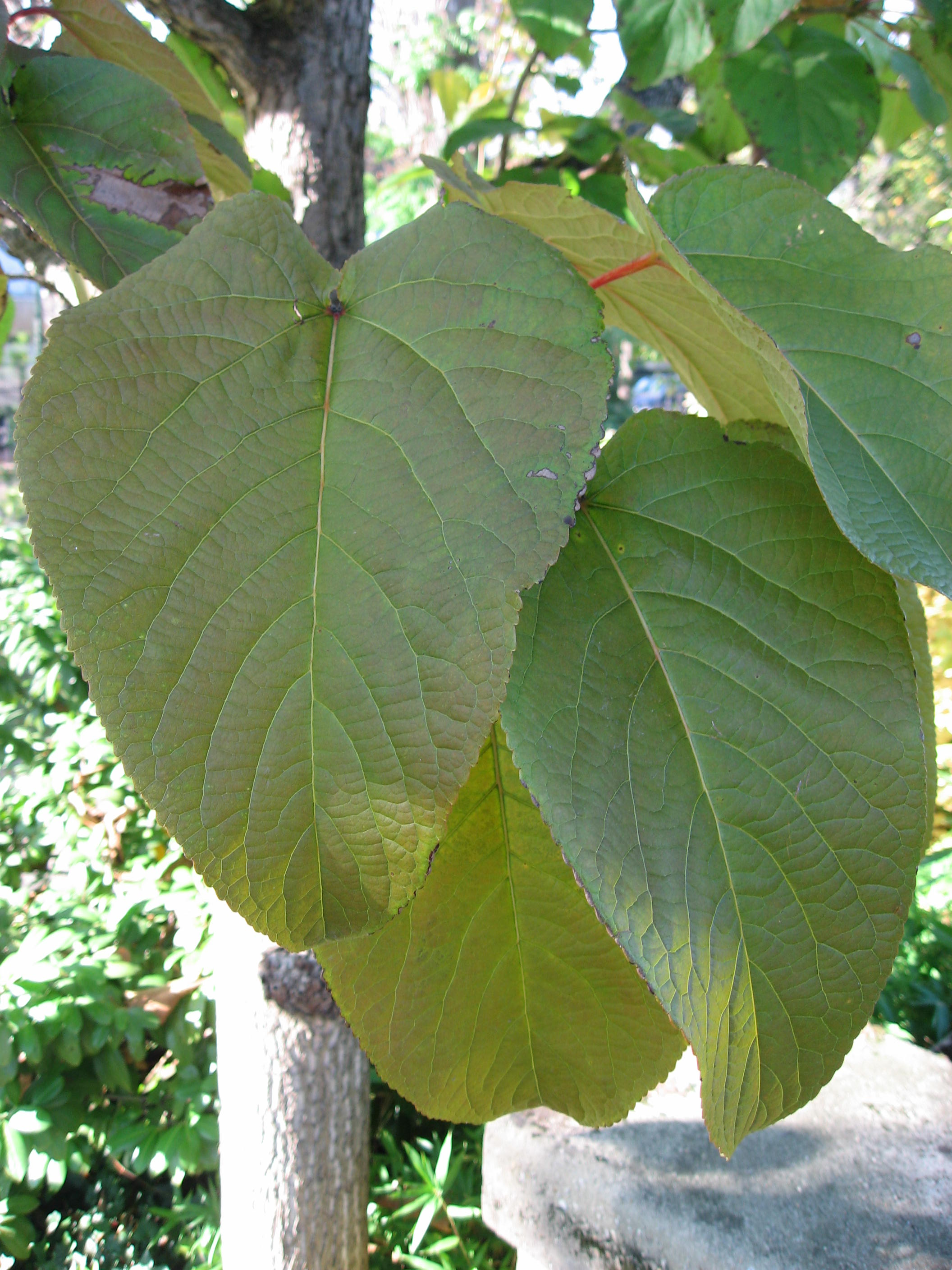
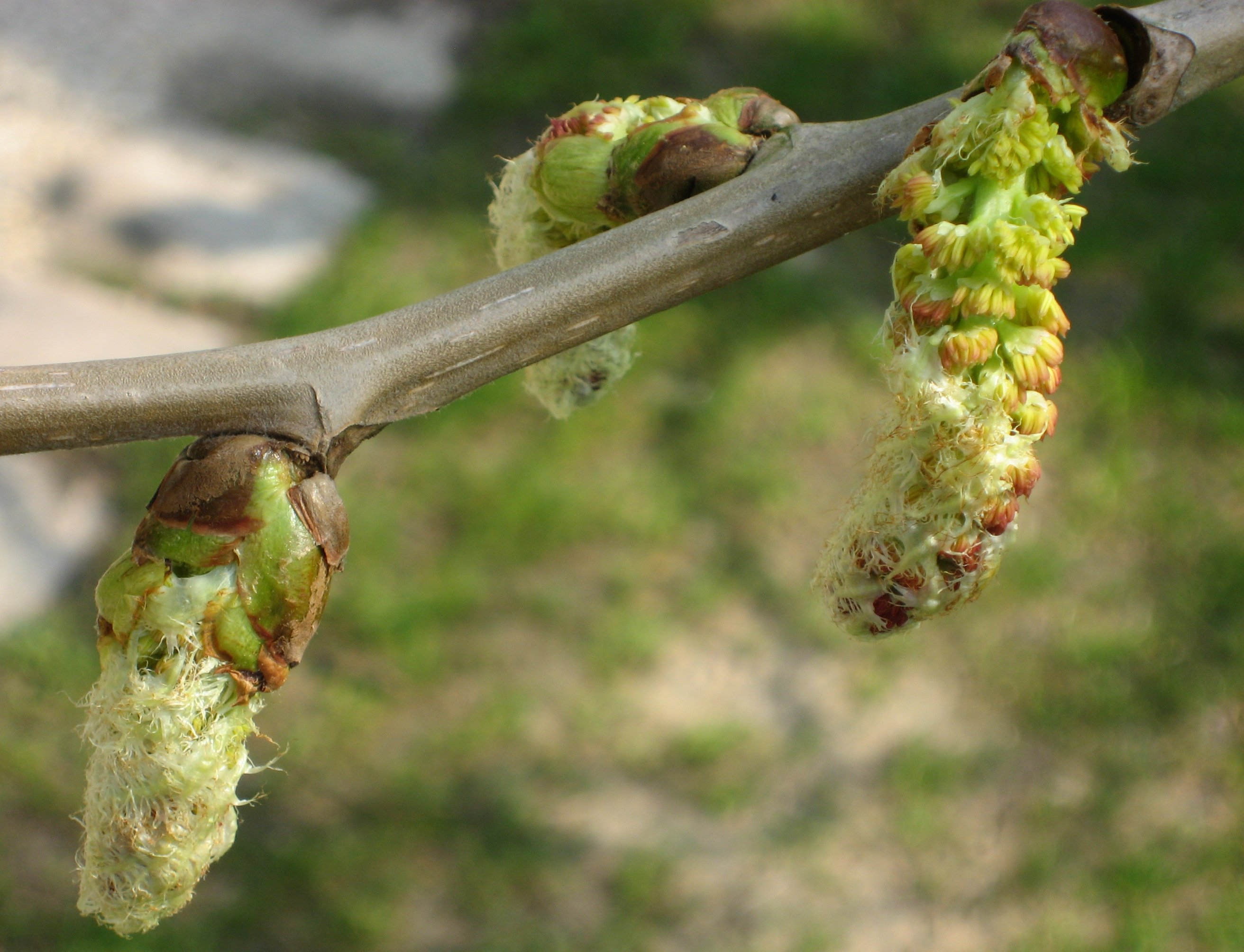
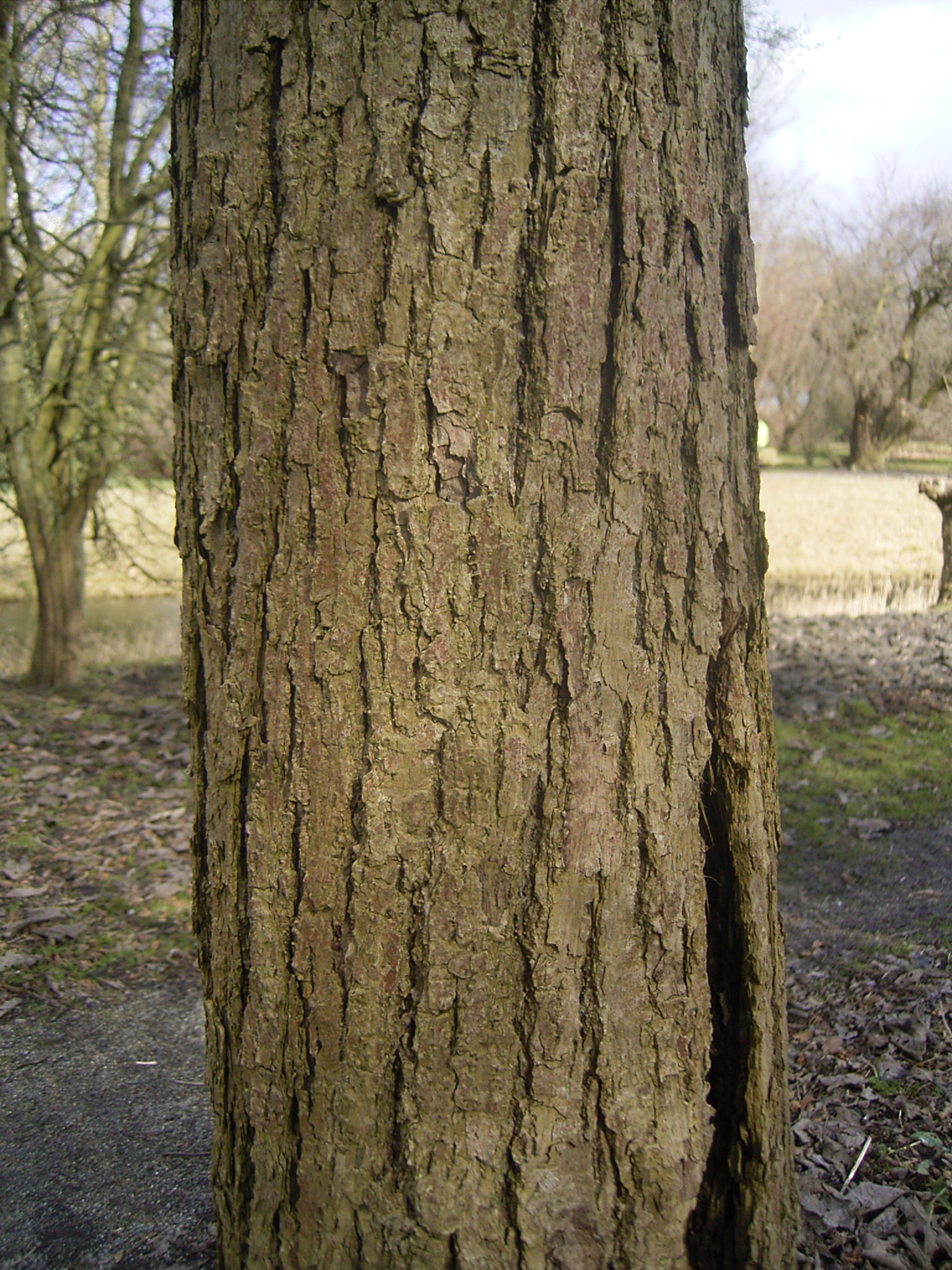
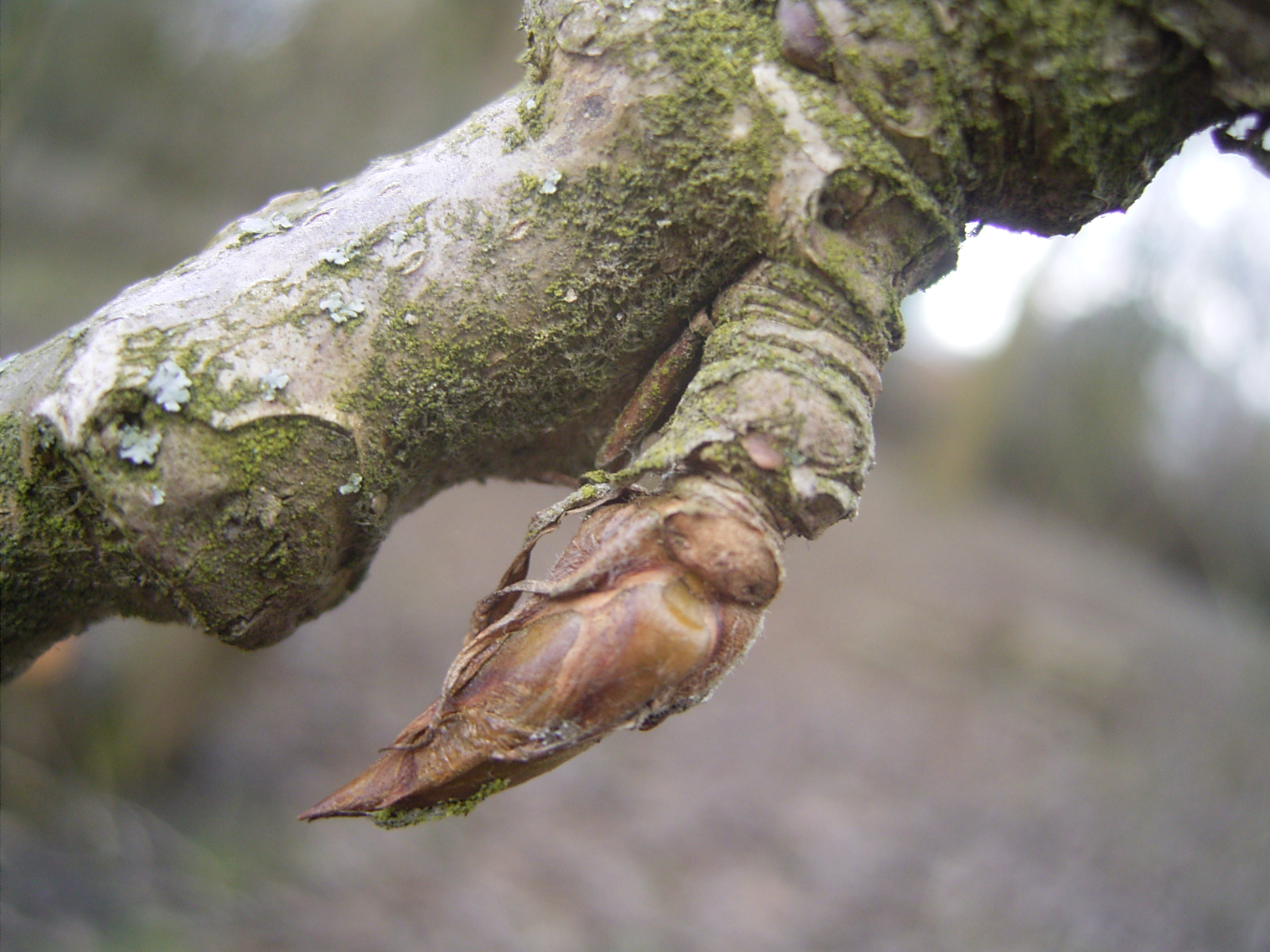
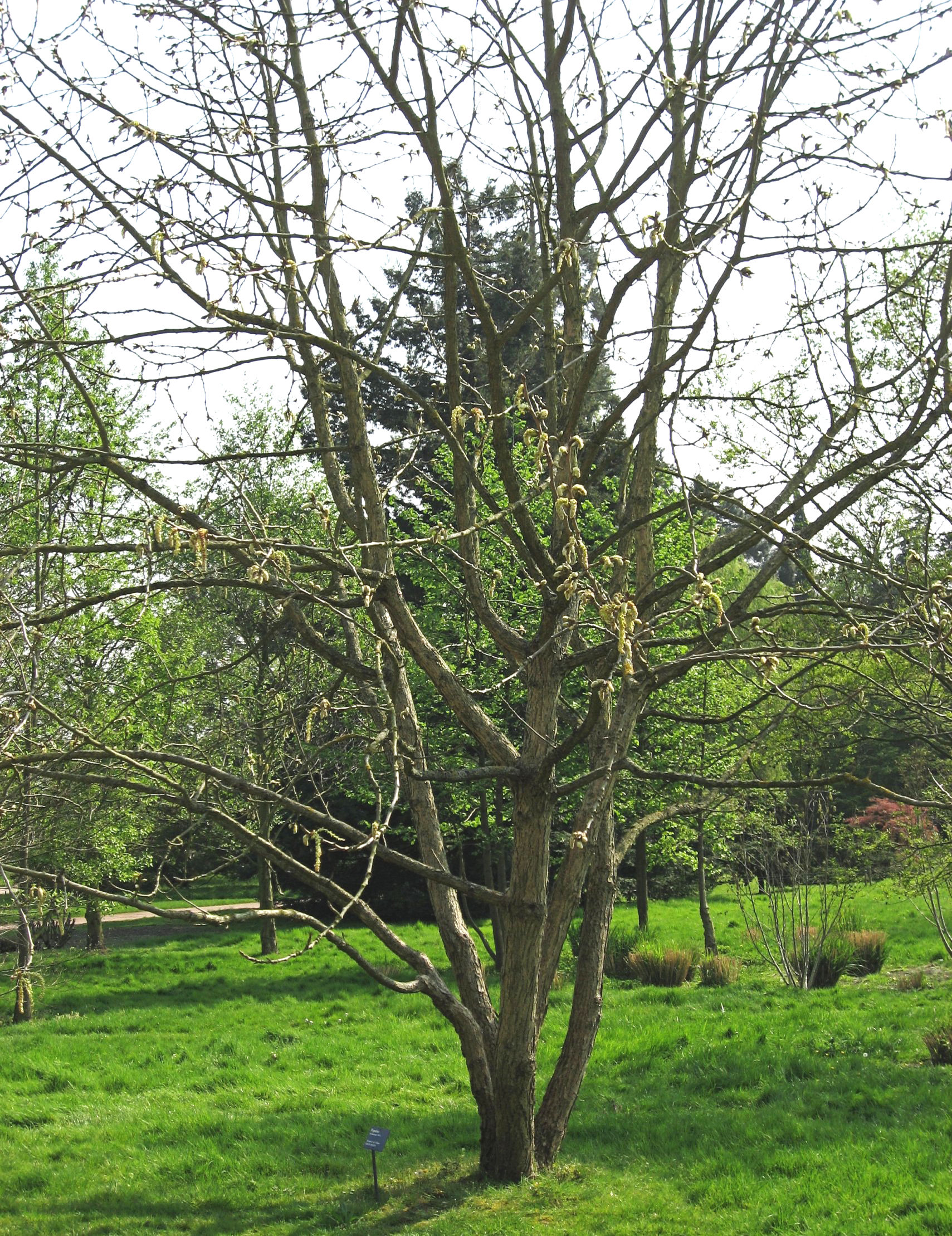
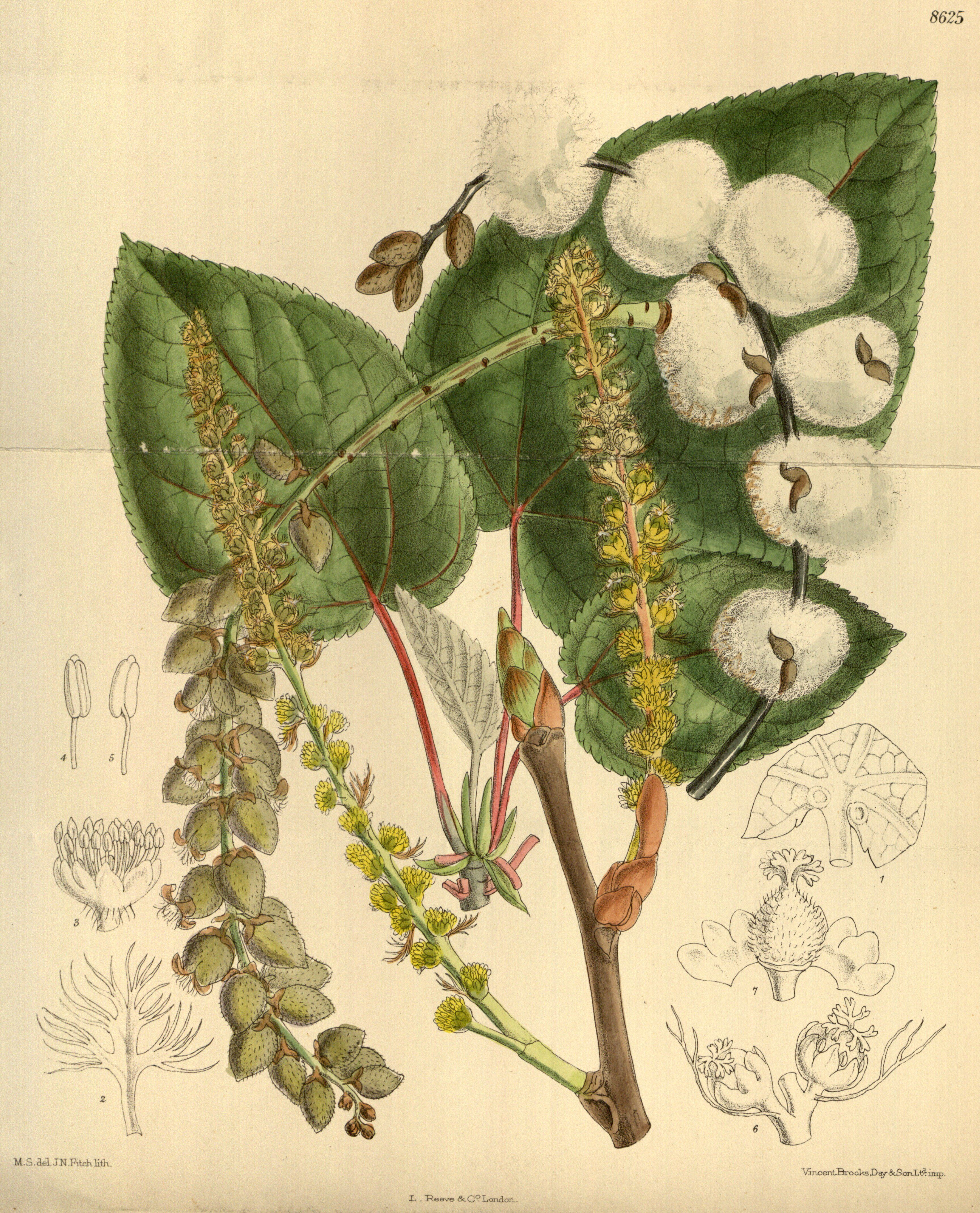